# Adem Lamloum
Adem Lamloum (arab. آدم لملوم;ur. 9 listopada 2003) – tunezyjski zapaśnik walczący w stylu klasycznym. Wicemistrz Afryki w 2023 i 2025. Brązowy medalista mistrzostw arabskich w 2023 i 2024 roku. 